# SSG Landers
Les SSG Landers (hangeul : SSG 랜더스) sont une équipe professionnelle sud-coréenne de baseball évoluant dans le championnat KBO. L'équipe a été créée en 2000 à Incheon et joue ses matchs à domicile au stade Munhak.

## Histoire
Après la saison 1999, l'équipe des Ssangbangwool Raiders est dissoute en raison de la banqueroute de son propriétaire (Ssangbangwool Group). La ligue accorde une nouvelle franchise au SK Group et la nouvelle équipe est baptisée SK Wyverns. Il n'y a aucun lien entre les deux franchises, même si la plupart des joueurs des Raiders se sont retrouvés dans l'équipe des Wyverns. Dans le même temps, l'équipe des Hyundai Unicorns déménage de Incheon vers Suwon. Les Wyverns s'installent alors à Incheon.
En 2003, les Wyverns terminent quatrième de la saison régulière et atteignent la finale des
Korean Series. Ils sont battus par les Unicorns en 7 matchs (3 victoires à 4).
En 2007, l'équipe finit en tête de la saison régulière et affronte les Doosan Bears en finale du championnat. Après deux défaites à domicile lors des deux premières rencontres, les Wyverns remportent les quatre matchs suivants (dont trois à l'extérieur) et décrochent leur premier titre national. C'est la première fois qu'une équipe remporte le titre après avoir perdu les deux premiers matchs. Le frappeur désigné Kim Jae-hyun est nommé Meilleur joueur de la finale.
Au mois de novembre, les Wyverns représentent la KBO dans la coupe Konami, un tournoi qui réunit les champions des ligues professionnelles asiatiques (Japon, Corée, Taïwan et Chine). Après trois victoires en trois matchs, les Wyverns sont battus en finale par les Chunichi Dragons (Japon).

## Joueurs

### Lanceurs
- Chae Byung-yong
- Kim Kwang-hyun
- Song Eun-beom
- Yoon Hee-sang
- Lim Kyung-wan
- Moon Kwang-eun
- Park Hee-soo
- Kim Tae-hoon

### Receveurs
- Lee Jae-won

### Joueur de champ intérieurs
- Choi Jeong
- Park Jung-kwon
- Na Joo-hwan

### Joueur de champ extérieurs
- Kim Kang-min
- Cho Dong-hwa
- Park Jae-sang

## Bilan par saison
| SSG Landers |            |      |      |      |    |      |       |              |
| Saison      | Nom        | J    | V    | D    | N  | %    | Place | Playoffs     |
| 2000        | SK Wyverns | 133  | 44   | 86   | 3  | .338 | 4     |              |
| 2001        | SK Wyverns | 133  | 60   | 71   | 2  | .458 | 7     |              |
| 2002        | SK Wyverns | 133  | 61   | 69   | 3  | .469 | 6     |              |
| 2003        | SK Wyverns | 133  | 66   | 64   | 3  | .508 | 4     | Finaliste    |
| 2004        | SK Wyverns | 133  | 61   | 64   | 8  | .488 | 5     |              |
| 2005        | SK Wyverns | 126  | 70   | 50   | 6  | .583 | 3     | Premier tour |
| 2006        | SK Wyverns | 126  | 60   | 65   | 1  | .480 | 6     |              |
| 2007        | SK Wyverns | 126  | 73   | 48   | 5  | .603 | 1     | Champion     |
| 2008        | SK Wyverns | 126  | 83   | 43   | 0  | .659 | 1     | Champion     |
| 2009        | SK Wyverns | 133  | 80   | 47   | 6  | .602 | 2     | Finaliste    |
| 2010        | SK Wyverns | 133  | 84   | 47   | 2  | .632 | 1     | Champion     |
| 2011        | SK Wyverns | 133  | 71   | 59   | 3  | .547 | 3     | Finaliste    |
| 2012        | SK Wyverns | 133  | 71   | 59   | 3  | .546 | 3     | Finaliste    |
| 2013        | SK Wyverns | 128  | 62   | 63   | 3  | .496 | 6     |              |
| 2014        | SK Wyverns | 128  | 61   | 65   | 2  | .484 | 5     |              |
| 2015        | SK Wyverns | 144  | 69   | 73   | 2  | .486 | 5     | Wild Card    |
| 2016        | SK Wyverns | 144  | 69   | 75   | 0  | .479 | 6     |              |
| Total       | 17 saisons | 2245 | 1145 | 1048 | 52 | .522 |       | 3 titres     |

J : matchs joués, V : victoires, D : défaites, N : nuls, % : pourcentage de victoires, GB (Game Behind) : retard en matchs sur le premier du classement.

## Galerie

Évolution du logo des SK Wyverns
Logo de 2000 à 2006
Logo de 2006 à 2019
Logo de 2019 à 2021

Évolution du logo des SSG Landers
Logo depuis 2021